# 新渡大橋
新渡大橋（にいわたりおおはし）は、新潟県東蒲原郡阿賀町豊実の阿賀野川に架かる阿賀町道の橋長170 m（メートル）のニールセンローゼ橋。

## 概要
阿賀町豊実地域の阿賀野川に架かるニールセンローゼ橋であり、耐候性鋼を用いている。
- 形式 - 鋼単径間下路式ニールセンローゼ橋
- 活荷重 - A活荷重
- 橋長 - 170.000 m
  - 支間割 - 167.800 m
- 幅員
  - 総幅員 - 11.000 m
  - 有効幅員 - 10.000 m
  - 車道 - 8.000 m
  - 歩道 - 片側2.000 m
- アーチ高 - 26.000 m
- 床版 - 鉄筋コンクリート
- 総鋼重 - 1,344 t
- 下部工 - 直接基礎
- 設計 - 構造技研新潟[2]
- 施工 - 横河ブリッジ・巴山組JV[3]
- 架設工法 - ケーブルエレクション（斜吊り）工法

## 歴史
豊実地域は天険のため交通の不便をきたしており道路事情が劣悪なため鹿瀬町豊実地内の島新田 - 離石間の道路改良に伴って、徳石大橋、船渡大橋、菱潟大橋）の3橋を阿賀野川が昭和末期に架橋されたが、新渡地区は国道459号へ出るには林道を経由せざるを得ず、冬季に孤立したこともあったため鹿瀬町により架橋されることとなった。まず設計が、構造技研新潟により2002年（平成14年）3月に行われ、その後横河ブリッジと巴山組による異業種共同企業体による上下部工一体施工により2004年（平成16年）に竣工した。